# Діалектика статі
«Діалектика статі: обґрунтування феміністичної революції» (англ. The Dialectic of Sex: The Case for Feminist Revolution) — книга 1970 року канадсько-американської радикальної феміністки Шуламіт Фаєрстоун. Написана 25-річною Фаєрстоун протягом кількох місяців, робота визнана класикою феміністської думки.
Фаєрстоун доводить, що «сексуально-класова система» з'явилася раніше й сягає глибше, ніж будь-яка інша форма утиску, і що викорінення сексизму вимагатиме радикальної перебудови суспільства: «Перші жінки тікають від різанини, і, тремтячи й хитаючись, починають знаходити одна одну… Це боляче: скільки б рівнів свідомості людина не досягла, проблема завжди глибша. Це всюди… феміністки повинні поставити під сумнів не тільки всю західну культуру, але й організацію самої культури, а далі навіть саму організацію природи».
Метою феміністичної революції, писала вона, має бути «усунення не тільки чоловічих привілеїв, але й самого гендеру», щоб генітальні відмінності більше не мали культурного значення.

## Резюме
Теорії Фаєрстоун професорка філософії Мері Енн Воррен описала наступним чином: Фаєрстоун стверджує, що біологічна статева дихотомія, зокрема біологічний поділ праці у відтворенні, є першопричиною домінування чоловіків, експлуатації економічного класу, расизму, імперіалізму та екологічної безвідповідальності. Статева нерівність — це «пригнічення, яке сягає за межі зафіксованої історії до самого тваринного світу»: у цьому сенсі воно було універсальним і неминучим, але зараз існують культурні та технологічні передумови, які роблять його усунення можливим і, можливо, необхідним для виживання людини.
Фаєрстоун описує свій підхід як діалектичний матеріалізм, більш радикальний, ніж у Карла Маркса та Фрідріха Енгельса. Вона вважає, що у своїй заклопотаності економічними процесами Маркс і Енгельс не зуміли помітити «статевий субстрат історичної діалектики». На відміну від Енгельса, вона стверджує, що панування чоловіків є біологічно заснованим і як таке існувало задовго до інституту приватної власності та моногамної патріархальної сім'ї, яку створила приватна власність. Чоловіче домінування є результатом «біологічної сім'ї», матрилінійної або патрілінічної, і неминучої залежності жінок і дітей у сім'ї від чоловіків, якщо не для існування, то для захисту. Стародавніх матріархатів (суспільств, якими керували жінки) не існувало, і очевидно вищий статус жінок у матрилінійних культурах пояснюється лише відносною слабкістю чоловіків. Якою б не була система походження, вразливість жінки під час вагітності та тривалого періоду дитинства людини вимагає захисної і, отже, домінуючої ролі чоловіка.
Ця залежність жінки та дитини від чоловіка викликає «психосексуальних спотворень в людській особистості», які описав Зигмунд Фрейд. Фаєрстоун описує фрейдизм як «оманливий фемінізм», оскільки вона бачить єдину справжню різницю між аналізом Фрейда та аналізом радикальних феміністок у тому, що Фрейд та його послідовники приймають соціальний контекст, у якому розвивається сексуальне придушення, як незмінний. Фрейд продемонстрував, що джерелом репресій і статево-класових відмінностей є природні нерівні відносини влади в біологічній сім'ї: жінок й дітей однаково пригнічує сильніший батько. Молодий хлопець спочатку ідентифікує себе з матір'ю, утиск якої він поділяє, але незабаром змінює свою ідентифікацію на батька, влади якого він боїться, але колись успадкує. У цьому процесі він погоджується на табу на інцест і суворе розділення сексуальності та емоцій, яких це вимагає, і що є психологічною основою політичного та ідеологічного утиску. У той час як молода дівчина також заздрить владі батька, вона дізнається, що не може її успадкувати і може лише опосередковано брати участь у ній, заслуживши прихильність домінуючого чоловіка.
Жінки та діти не тільки неминуче пригноблені в біологічній сім'ї, вони подвійно пригнічені особливою її формою, яка переважає в індустріальних країнах: патріархальна нуклеарна сім'я, яка ізолює кожну пару та їхніх нащадків. Обов'язкове шкільне навчання та романтична міфологія дитинства є засобами, які служать для продовження ізоляції дітей та їхньої економічної залежності. Соціалістично-феміністична революція звільнить і жінок, і дітей, залишивши їм повну економічну незалежність і сексуальну свободу, і повністю інтегруючи їх у великий світ. Кінець статево-класової системи повинен означати кінець біологічної сім'ї, тобто кінець біологічної репродуктивної ролі жінки через штучне виношування. Любов між статями залишиться, бо вона стає гнітючою лише тоді, коли з'єднується з репродуктивною функцією. Біологічна сім'я перетворює статеве кохання на інструмент гноблення. У ній жінки віддають свою любов чоловікам, надихаючи їх на більшу культурну креативність і набуваючи емоційної ідентичності, в якій їм відмовляють у великому світі. Однак чоловіки через Едіпів комплекс і табу на інцест не здатні любити: вони повинні принижувати жінок, з якими кохаються, щоб відрізнити їх від матері, першого й забороненого об'єкта любові. Вони не можуть одночасно поважати жінок і відчувати до них сексуальний потяг.
Ось чому «сексуальна революція» не означала звільнення для жінок, все ще зв'язаних подвійними стандартами та потребою поєднувати любов і сексуальність. Скасувавши біологічну сім'ю і табу на інцест, феміністична революція розширить можливості для справжнього гетеросексуального кохання, а також узаконить будь-який інший тип добровільних сексуальних стосунків. Фаєрстоун вагається робити точні прогнози щодо того, як будуть виховуватися діти, коли вони більше не народжуватимуться від жінок у біологічній сім'ї, але припускає, що існуватимуть різноманітні соціальні одиниці, які виховуватимуть дітей, включаючи пари, які «житимуть разом», і домогосподарства не пов'язаних родин, осіб, до дюжини або близько того, які укладають угоду залишатися разом достатньо довго, щоб забезпечити домівку для своїх дітей, доки ті не будуть готові вийти у світ, що вони зроблять у набагато більш ранньому віці, ніж зараз вважається можливим.
Феміністична революція передбачає соціалізм, але виходить за його межі. Існуючі соціалістичні суспільства намагалися розширити ролі жінок, не змінюючи їх докорінно, інтегрувати жінок у чоловічий світ, а не повністю ліквідувати статевий клас. Феміністична революція покладе край розколу між «Естетичним способом» (жіночим, інтуїтивним і мистецьким) і «Технологічним способом» (чоловічим, емпіричним і спрямованим на контроль над природою через розуміння її механічних законів). Кінець сексуального пригнічення звільнить Ерос, щоб він поширився всюди й гуманізував всю культуру. Зрештою це призведе не лише до кінця відчуженої праці, але й праці як такої, визначеної як діяльність, яка виконується не заради неї самої. Технологія усуне домашню та іншу важку роботу, даючи кожній і кожному можливість виконувати роботу, яка за своєю суттю приносить винагороду.

## Сприйняття
«Діалектика статі» — феміністська класика. Мері Енн Воррен описала її в 1980 році як «найчіткіший і найсміливіший на сьогоднішній день виступ радикальної феміністської позиції». У 1998 році Артур Марвік назвав її одним із двох ключових текстів радикального фемінізму разом із «Сексуальною політикою» Кейт Міллетт (1969). Пишучи в «Кембриджському компаньйоні до Маркса» (1991), Джефф Гірн описав підхід Фаєрстоун як такий, що має довготривале значення для відновлення інтересу до сексуальності та репродукції як основи патріархату.
Американська журналістка Сьюзен Фалуді написала в 2013 році, що, незважаючи на те, що їх критикували за радикалізм, основні положення «Діалектики статі» мали тривале значення. Фаєрстоун уявляла розмноження поза маткою, а виховання дітей колективно. «Як і очікувалося, — писала Фалуді, — ця пропозиція викликала більше обурення, ніж нова думка, хоча багато ідей Фаєрстоун — права дітей, відмова від „чоловічої“ праці та традиційного шлюбу, а також соціальні відносини, змінені через „кібернетичну“ комп'ютерну революцію — виявилися пророчими».
Джуліет Мітчел зазначила, що хоча Фаєрстоун, як і Симона де Бовуар, приписує термін «комплекс Електри» Фрейду, насправді його ввів Юнг. Мітчел припустила, що для Фаєрстоун єдиним видом реальності є соціальна реальність (загальний досвід або випадковий досвід індивіда), і що в цьому відношенні робота Фаєрстоун дуже нагадує роботу Вільгельма Райха. На думку Мітчел, інтерпретація Фрейда від Фаєрстоун зводить його психологічні конструкції до соціальних реалій, з яких вони були зведені, ототожнюючи Едипів комплекс із нуклеарною сім'єю. Фаєрстоун інтерпретує фрейдистські «метафори», такі як комплекс Едіпа, з точки зору відносин влади в родині.
У передмові до видання книги 1998 року Розалінда Делмар стверджувала, що результат обговорення Фрейда за Фаєрстоун полягає в тому, що «Фрейда не стільки спростовують чи рятують від його помилок, скільки ігнорують». Мері О'Браєн у своїй «Політиці відтворення» (1981) критикувала роботу Фаєрстоун за редукціонізм, біологізм, історичну неточність і загальну грубість.
В «Еволюції людської сексуальності» (1979) антрополог Дональд Саймонс приписав Фаєрстоун думку про те, що, хоча статі при народженні однакові, чоловіки емоційно покалічені раннім досвідом, якого жінки уникають, і що чоловіки, на відміну від жінок, тому є нездатними любити. Саймонс протиставив погляди Фаєрстоун своїй власній точці зору про те, що «відбір породив помітні статеві відмінності в сексуальності» і що жодна стать не є дефектною версією іншої.
В інтерв'ю з Енн-Марі Кюзак у журналі The Progressive активістка за права геїв Урваші Вайд визначила, що «Діалектика статі» вплинула на її роботу «Віртуальна рівність» (1995).
Згідно з Фаєрстоун, Валері Соланас, авторка Маніфесту SCUM, сказала їй, що їй не подобається «Діалектика статі».